# Jacob Collamer

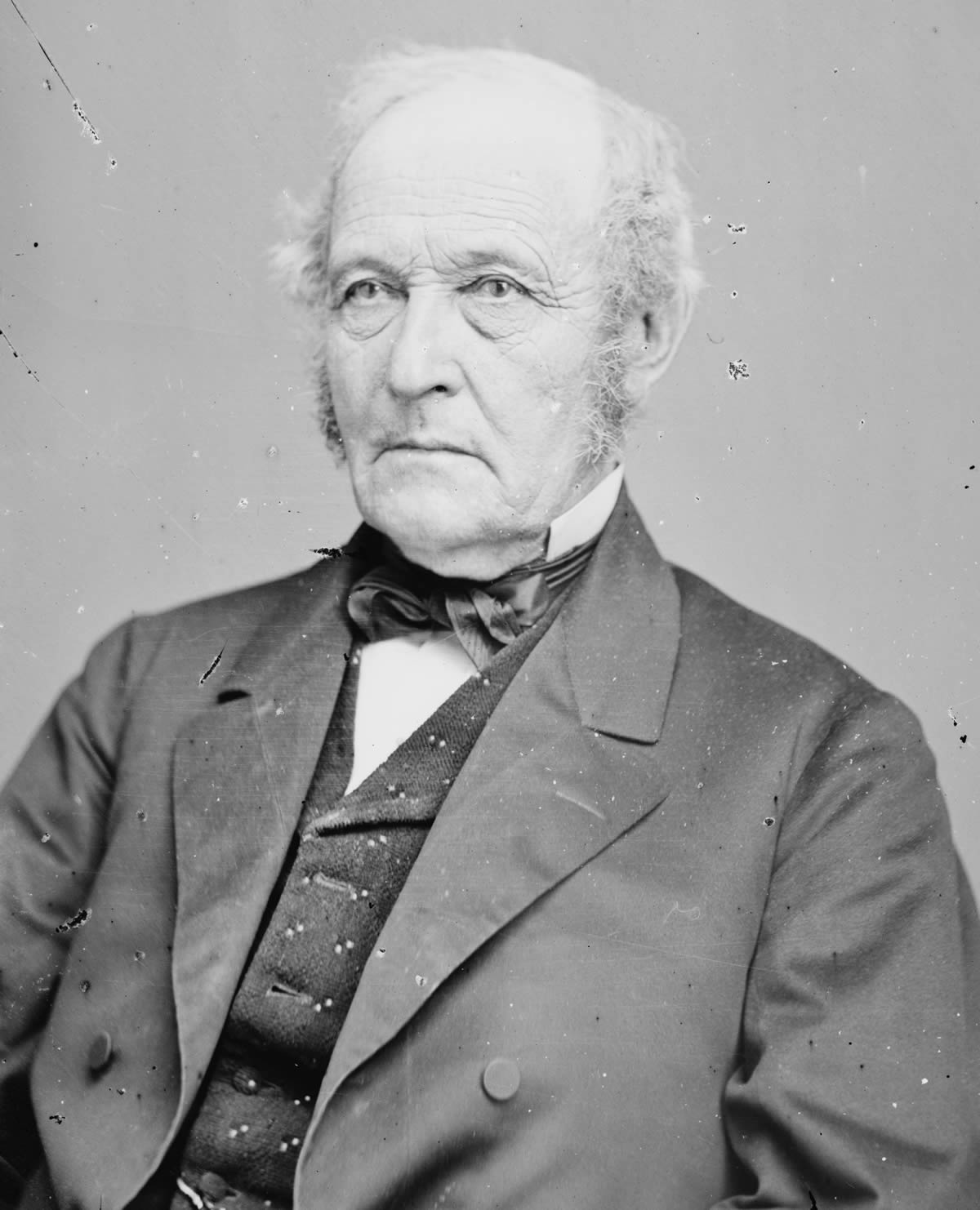
Jacob Collamer

Jacob Collamer (* 8. Januar 1792 in Troy, New York; † 9. November 1865 in Woodstock, Vermont) war ein US-amerikanischer Jurist und Politiker aus dem Bundesstaat Vermont.

## Werdegang
Jacob Collamer graduierte an der University of Vermont in Burlington, studierte Jura in St. Albans, Vermont, wurde 1813 als Anwalt zugelassen und diente als Offizier einer Miliz im Britisch-Amerikanischen Krieg (auch Krieg von 1812 genannt). Nach dem Krieg zog er 1816 nach Royalton, wo er eine Anwaltspraxis eröffnete. Er blieb dort die nächsten 20 Jahre ansässig, wo er Partner von Richter James Barrett in einer erfolgreichen Anwaltspraxis wurde. Ferner war er als Nachlassbeamter (Register of Probate) und Staatsanwalt tätig, vertrat Royalton vier Amtszeiten im Repräsentantenhaus von Vermont und war schließlich von 1833 bis 1842 beisitzender Richter am Vermont Supreme Court. Er wurde dann 1842 als Mitglied der Whigs ins US-Repräsentantenhaus gewählt, verteidigte die Annexion von Texas, befürwortete den Mexikanisch-Amerikanischen Krieg sowie den Zolltarif und erhielt nationale Anerkennung für seine "Wools and Woolens"-Ansprache.
Collamer gehörte unter US-Präsident Zachary Taylor von 1849 bis 1850 als Postmaster General dem Kabinett an. Anschließend war er zwischen 1850 und 1854 Bezirksrichter in Vermont. 1855 wurde Collamer als konservativer Republikaner, der gegen die Sklaverei war, in den US-Senat gewählt. Während seiner Zeit im Kongress konzentrierte er sich vorwiegend auf Land- und Zollprobleme. Er verteidigte seine Position sogar, als er in der Minderheit war, was in seinem energischen Minority Report über die Mitgliedschaft im von Stephen A. Douglas geleiteten U.S. Senate Committee on Territories veranschaulicht wurde. Ferner war er einer von zwei US-Senatoren, die ihre Stimmabgabe bei dem Crittenden-Kompromiss verweigerten, der vorschlug, sich nicht der sklavereifreundlichen Lecompton Constitution von Kansas bei einer Volksabstimmung zu fügen. Collamer vertrat weiter mit seinem Kollegen, James Rood Doolittle aus Wisconsin, die Minderheitsstellung für den so genannten Mason Report (Juni 1860), der durch das Senatskomitee erstellt wurde, welches schon den John-Brown-Überfall im Oktober 1859 in Harpers Ferry, West Virginia untersuchte. Ferner war Collamer gegen die Reconstruction-Pläne von US-Präsident Abraham Lincoln und stattdessen ein Verfechter der Kongressaufsicht. Er hatte 1860 die Präsidentschaftsnominierung von Vermont gewonnen, entschied sich aber nach dem ersten Wahlgang auszuscheiden.
Zwischen 1855 und 1862 war er der letzte Präsident des Vermont Medical College. Er wurde 1861 in den US-Senat wiedergewählt, wo er bis zu seinem Tod am 9. November 1865 in Woodstock tätig war.

## Ehrungen
1881 spendete Vermont eine Marmorstatue von Collamer an die National Statuary Hall Collection im US-Kapitol.